# Pandora inaequivalvis
Pandora inaequivalvis är en musselart som först beskrevs av Carl von Linné 1758.  Pandora inaequivalvis ingår i släktet Pandora och familjen Pandoridae. Inga underarter finns listade i Catalogue of Life.